# Chrudimská
Chrudimská (Prunus domestica 'Chrudimská') je ovocný strom, kultivar druhu slivoň z čeledi růžovitých. Plody středně velké, s tmavomodrou slupkou, ojíněné, méně šťavnaté. Raná švestka. Jsou vhodné pro konzum i na zpracování. Je samosprašná. Špatně reaguje na silný řez (zahuštění koruny).

## Další názvy
Původní název 'Vaňkova', 'Vaňkova úrodná raná', 'Bezděkovská'.

## Původ
Náhodný semenáč z ČR, z Bezděkova, šířil ji známý zahradník J.Vaněk z Chrudimi.

## Vlastnosti
Růst střední,. ale je uváděn i bujný. Plodnost je vysoká a pravidelná. Chrudimská je samosprašná odrůda, zraje začátkem září.

## Plod
Plod podlouhlý, střední až velký. Slupka modrá, ojíněná. Dužnina je zelenožlutá, málo šťavnatá, navinule aromatická, jde dobře od pecky.

## Choroby a škůdci
Je uváděna odolnost proti nízkým teplotám a „odolnost“ (tolerance) k šarce v nabídce prodejce ačkoliv jinde je uváděna pouze střední rezistence k šarce. Vzhledem ke všem dalším okolnostem, jako je šlechtění na rezistenci k šarce od konce 20. století, marné hledání skutečně odolných odrůd, je údaj o středně silné rezistenci spíše přesnější než údaj o absolutní odolnosti. Skutečně rezistentní je odrůda Jojo.